# Thập niên 870 TCN
Thập niên 870 TCN hay thập kỷ 870 TCN chỉ đến những năm từ 870 TCN đến 879 TCN.

## Sinh
872 TCN: Ahaziah , Jehu
~870 TCN: Tống Huệ công

## Mất
879 TCN Phelles của Phoencia.
878 TCN Lỗ Lệ công.
873 TCN Omri , quốc vướng thứ 7 của Israel.
872 TCN Takelot I.
871 TCN Chu Ý vương.
870 TCN Asa , quốc vương thứ 3 của Judah.